# Assedio di Enniskillen (1594)
L'assedio di Enniskillen fu un evento bellico che ebbe luogo a Enniskillen nella Contea di Fermanagh, in Irlanda, quando le forze gaeliche irlandesi al comando di Hugh Maguire e di Cormac MacBaron O'Neill, posero assedio alla guarnigione reale presente ad Enniskillen. Sebbene la guarnigione fosse in grado di resistere per un certo periodo, gli assedianti ebbero alla fine la meglio e massacrarono i difensori dopo averli catturati.

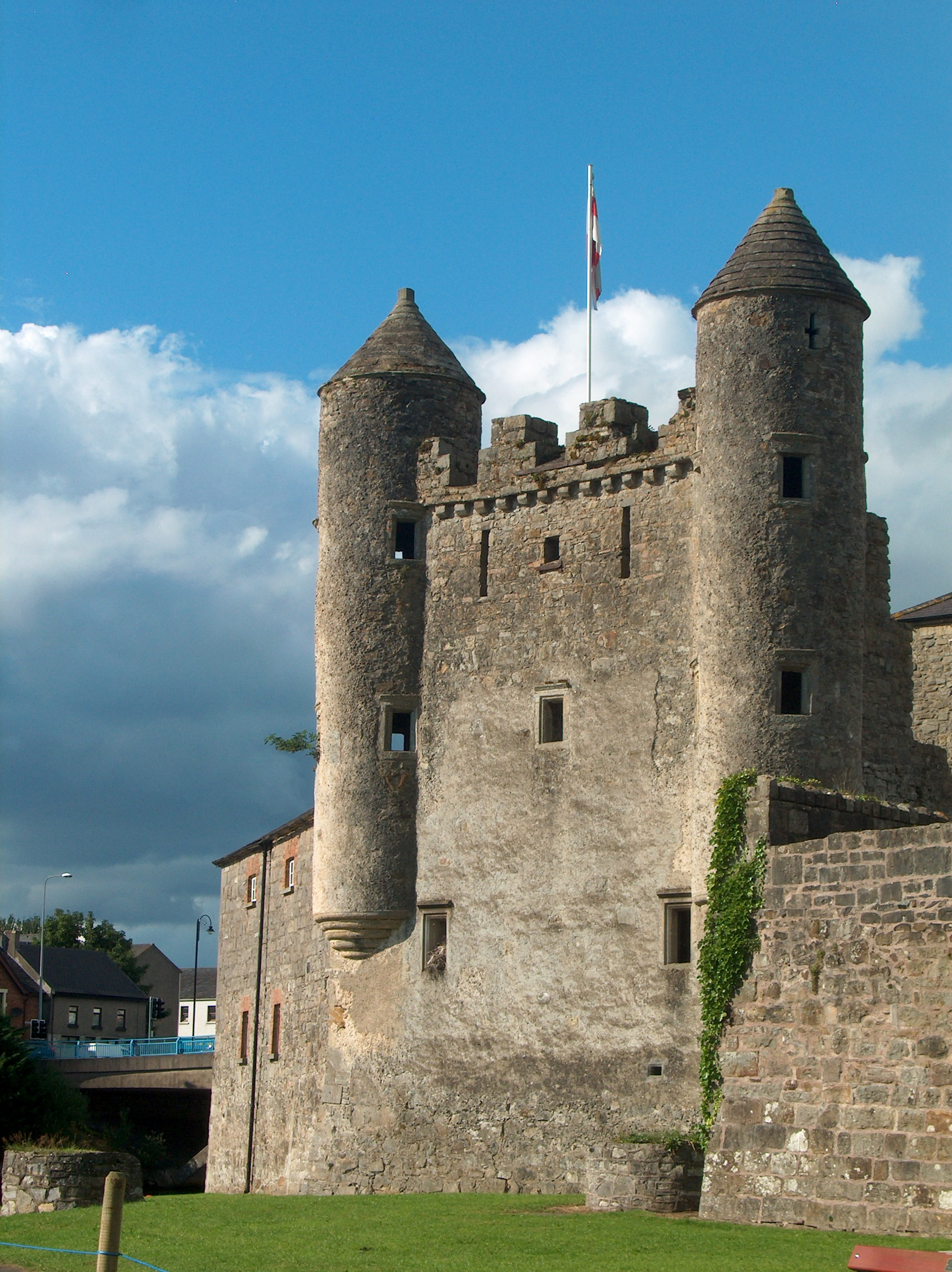
Il castello di Enniskillen che venne più volte assediato tra il 1594 ed il 1595

Hugh Maguire, signore locale di Fermanagh, aveva criticato il comportamento dello sceriffo da poco nominato dalla Corona, Humphrey Willis. Willis aveva infatti intrapreso un programma di razzie e spogliazioni ai danni dei territori di Maguire, ma quest'ultimo da solo non era in grado di fronteggiarlo e per questo richiese ed ottenne l'appoggio delle truppe di Hugh O'Neill, conte di Tyrone, con le quali Maguire riuscì ad espellere Willis. Maguire lanciò quindi due grandi raids su Connacht, alle quali avevano fatto seguito saccheggi e grandi distruzioni. Questo era parte di una strategia per distrarre la Corona mentre Tyrone si stava preparando a rafforzare la sua posizione nell'Ulster. L'unica speranza per la Corona inglese era quella di inviare in Irlanda le forze dell'Irish Army sotto la guida di Sir Henry Bagenal e del gaelico Hugh O'Neill, conte di Tyrone (formalmente ancora reale alla Corona) che sconfisse gli irlandesi nella battaglia di Erne Fords. Ad ogni modo, il grosso delle forze di Maguire rimase inalterato. Nel febbraio del 1594 le forze del capitano John Dowdall presero Enniskillen dopo nove giorni di assedio. L'artiglieria venne piazzata sui terreni più alti circostanti il castello, ma i cannoni erano troppo piccoli e fecero ben pochi danni alle mura del castello. Un assalto anfibio venne tentato per spezzare il muro esterno presso il fossato, costringendo così gli irlandesi a trovare riparo nelle segrete della fortezza. Dowdall minacciò di distruggere il castello con della polvere da sparo se l'intera guarnigione non si fosse arresa. I difensori irlandesi si arresero (erano circa 30-40 uomini e 40 tra donne e bambini, anche se Dowdall disse che erano circa 200), atto dopo il quale lo stesso Dowdall li fece tutti giustiziare. Il capitano Thomas Lee che fu presente al fatto scrisse un dispaccio alla regina dove la informava del grande disonore di quell'atto dal momento che i difensori si erano arresi "con compostezza, implorando per le loro vite, non meritando una morte in un si tal disperato modo, con la spada". Sul posto venne lasciata una guarnigione di soldati regi.
Nel giugno del 1594, agendo ora col pieno supporto del conte di Tyrone (uscito allo scoperto), Hugh Maguire pose l'assedio a Enniskillen che si trovava in quel momento isolato in terra nemica. Le forze di Maguire crebbero rapidamente col supporto di altri capi provenienti da nord come Hugh Roe O'Donnell e Cormac MacBaron O'Neill. Il conestabile, James Eccarsall, aveva solo 50 fanti e 24 cavalieri a difendere la sua posizione. Molti degli uomini della sua guarnigione erano caduti malati a causa della mancanza di cibo o perché esausti per le continue schermaglie con gli irlandesi. Maguire ed i suoi alleati furono in grado di sconfiggere le forze governative a Enniskillen nella Battaglia di Ford of the Biscuits. Ad ogni modo, una seconda ripresa comandata dal Lord deputato William Russell fu in grado di levare l'assedio già il 30 agosto. Lasciò sul posto degli uomini e si ritirò.
Il castello venne nuovamente attaccato nel gennaio del 1595, quando Maguire attaccò durante la notte. I suoi uomini riuscirono a battere le difese della guarnigione e ad impadronirsi della torre principale.
Le forze della Corona non poterono occuparsi a dovere del fatto e pertanto il Lord Deputy, Russell, pensò definitivamente di abbandonare il sito non avendo forze a disposizione adeguate. Nel maggio del 1595 la guarnigione si arrese a Enniskillen in cambio di aver risparmiata la vita. Ad ogni modo l'intera guarnigione venne massacrata. Russell riportò che la guarnigione si arrese ai termini previsti da Cormac MacBaron O'Neill, il quale poi personalmente li passò tutti alla spada. Questo atteggiamento era evidentemente una vendetta per quanto successo in precedenza nel medesimo sito l'anno precedente con Dowdall.